# Austroclavus undatus
Austroclavus undatus é uma espécie de gastrópode do gênero Austroclavus, pertencente a família Drilliidae.